# Peale’s Philadelphia Museum

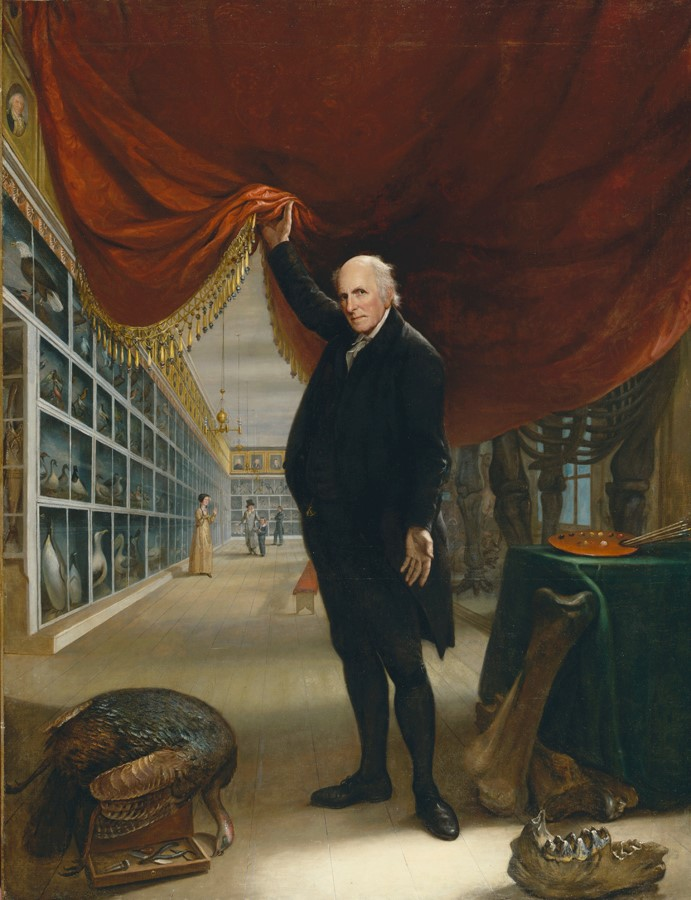
Charles Willson Peale: Selbstporträt – Der Künstler in seinem Museum, 1822

Das Peale’s Philadelphia Museum war eine der ersten Museumseinrichtungen in den USA und wurde von Charles Willson Peale (1741–1827) initiiert. Das Museum wurde 1784 in seinem Wohnhaus in Philadelphia gegründet und gilt als eines der ersten öffentlichen Museen der USA.

## Geschichte
Charles Willson Peale eröffnete das Museum im Jahr 1784 in seinem Haus an der Third und Lombard Street mit einer Ausstellung von 44 Porträts „würdiger Personen“ der amerikanischen Revolution. Bereits zwei Jahre später erweiterte er die Sammlung um Naturkuriositäten und bewarb das Museum als „Repository for Natural Curiosities“. 1794 zog er mit dem Museum und seiner Familie in das Gebäude der American Philosophical Society an der Fifth und Chestnut Street um. Er hatte die Stelle des Bibliothekars übernommen und seine naturhistorischen Sammlungen waren stark gewachsen.
Von 1801 bis 1802 erhielt das Museum die Nutzungsrechte für das ehemalige State House (heute die Independence Hall) vom Staat Pennsylvania. Dort wurden im zweiten Stock größere Ausstellungssäle eröffnet. Charles Willson Peale starb im Jahr 1827 und das Museum wurde 1821 in die Philadelphia Museum Company umgewandelt. Ab 1838 wurde es mehrfach verlegt. Während der 1840er Jahre sanken die Einnahmen, sodass Teile der Sammlung an P. T. Barnum verkauft wurden. Die Porträts gingen 1854 unter anderem an die Stadt Philadelphia, während viele naturhistorische Objekte zerstört wurden oder heute als verschollen gelten. Das Museum wurde zwischen 1849 und 1854 formal aufgelöst.

## Architektur
Charles Willson Peale nutzte zunächst private Wohnräume und später Gebäude der American Philosophical Society. Ab 1802 befand sich das Museum im zweiten Stock des Pennsylvania State House, das auch als Independence Hall bekannt ist. Zentraler Ausstellungsbereich war der berühmte Long Room. Ein eigenes Museumsgebäude entstand erst 1814 in Baltimore (Peale Museum von Rembrandt Peale), jedoch nicht für das Museum in Philadelphia.

## Sammlung

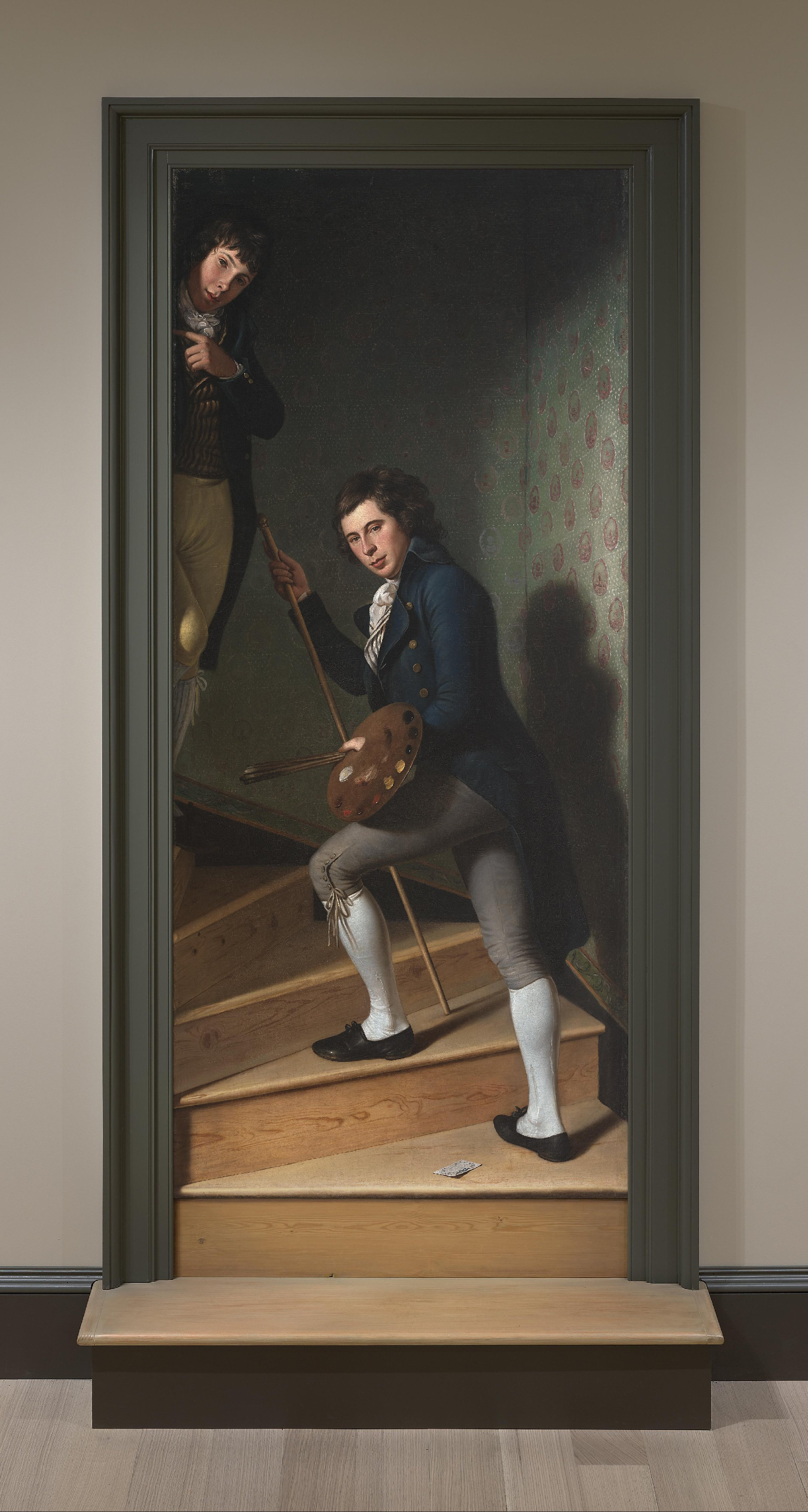
Charles Willson Peale: Staircase Group (Portrait of Raphaelle Peale and Titian Ramsay Peale I) 1795

Die Sammlung verband Kunst und Natur. Sie umfasste Porträts berühmter Amerikaner, naturalistische Exponate wie Vögel und Insekten, mineralische und fossile Objekte, ethnografische Artefakte amerikanischer Ureinwohner sowie asiatische Kuriositäten. Darüber hinaus gab es Wachsstatuen, Modelle und eine Menagerie mit lebenden Tieren, darunter Grizzlybären, Affen und ein Weißkopfseeadler. Die Exponate waren nach dem System von Carl von Linné geordnet. Jedes Objekt war vor einem Hintergrund platziert, der seinen natürlichen Lebensraum darstellte – eine damals neuartige Technik. Die wohl berühmteste Attraktion war das rekonstruierte Skelett eines amerikanischen Mastodons. Charles Willson Peale hatte es im Jahr 1801 ausgegraben, in Philadelphia zusammengesetzt und im Museum präsentiert. Es war das erste montierte Fossilskelett in den USA und weltweit das zweite. Die fehlenden Knochen wurden durch Holzrepliken ersetzt, die von Rembrandt Peale, William Rush und Moses Williams angefertigt wurden. Heute befindet sich Peale’s Mastodon im Hessischen Landesmuseum in Darmstadt.
Ein weiteres künstlerisch bedeutendes Werk ist das im Jahr 1822 entstandene Selbstporträt The Artist in His Museum, in dem Peale den Long Room mit ausgestellten Vögeln, Porträts und dem Mastodon inszeniert hat. Das Werk ist heute in der Pennsylvania Academy of the Fine Arts in Philadelphia zu sehen. Zu seiner Sammlung gehörten auch illusionistische Werke wie The Staircase Group aus dem Jahr 1795, ein Doppelporträt seiner Söhne Raphaelle und Titian Ramsay Peale, das Teil seiner Museumsexponate war.

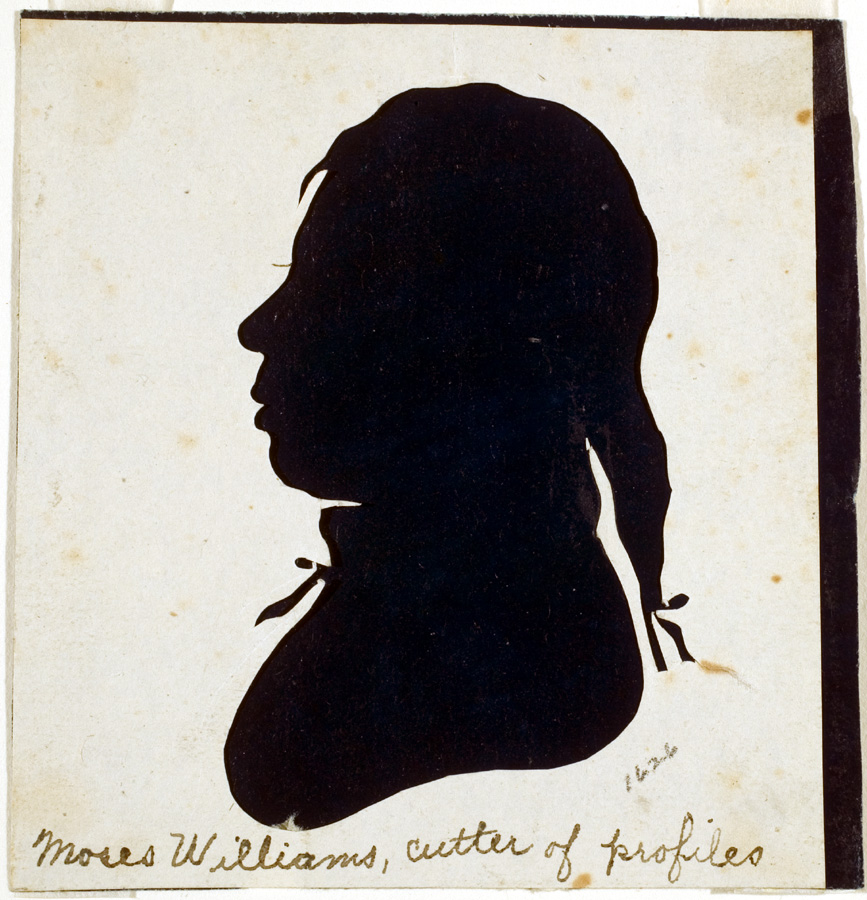
Moses Williams (Profilschneider) Silhouette, nach 1802

Ein frühes Beispiel für die Herstellung von Museums-Souvenirs war die Silhouettentechnik: Ab 1802 war es möglich, mithilfe einer Physionotrace-Maschine eigene Profilkonturen anzufertigen. Moses Williams schnitt im ersten Jahr mehr als 8.500 Silhouetten und wurde so das erste afroamerikanische Mitglied eines Museums in den USA.